# Pane di castagne
Il pane di castagne (Pani 'i castagne in dialetto calabrese) è un tipico alimento della tradizione contadina calabrese, diffuso anche sul territorio nazionale italiano.

## Ingredienti[1]
- Farina di frumento (due parti);
- Farina di castagne (una parte);
- Acqua;
- Lievito naturale e di birra;
- Sale;
- Un pizzico di zucchero.

## Descrizione del prodotto
Il Pane dei castagne ( o di castagna) è un tipico alimento che veniva usato dalle popolazioni più disagiate, soprattutto nei centri delle aree interne delle Calabria, come alimento alternativo al più costoso pane tradizionale ottenuto dalla farina 00, ma anche per sfruttare la castagna, di cui sono molto ricche alcune aree della regione. Il pane veniva prodotto e consumato soprattutto nei periodi invernali, quando molti centri montani rimanevano completamente isolati a causa delle abbondanti nevicate, e risultava difficile il reperimento della farina per la produzione del pane.
Questo prodotto assume forma circolare, di piccole dimensioni e del peso di 1 o 1,5 kg. È un prodotto ricavato dalla lavorazione della farina di castagne, farina prodotta per metodo di essiccazioni delle castagne dopo adeguata lessatura e successiva trasformazione in purea, oppure con le castagne macinate dopo essiccazione.